# Hopp Lajos-díj
A Hopp Lajos-díjat az Magyar Tudományos Akadémia Bölcsészettudományi Kutatóközpont Irodalomtudományi Intézetének XVIII. századi Osztálya 2016-ban alapította és adta át első alkalommal. A díj célja olyan egyetemi hallgatók és kutatók támogatása, akik kiemelkedő eredményeket értek el a 18. századi magyarországi és nemzetközi irodalom-, eszme- vagy művelődéstörténet feltárásának területén, és ezáltal méltó továbbvivői Hopp Lajos tudományos örökségének.
A díj elnyerésére a magyarországi és a határon túli egyetemeken BA, MA vagy doktori képzésben részt vevő, doktori fokozattal még nem rendelkező egyetemi hallgatók pályázhatnak önálló kutatásuk eredményeit ismertető, körülbelül egy szerzői ív terjedelmű dolgozatukkal. A pályázatok elbírálását a XVIII. századi Osztály munkatársaiból álló zsűri végzi az Irodalomtudományi Intézet igazgatójának elnökletével.
A díjjal kitüntetett személy a díj elnyerését igazoló oklevélen kívül könyvekből és folyóirat-előfizetésből álló tárgyi jutalomban részesül, és lehetőséget kap eredményeinek ismertetésére a XVIII. századi Osztály vitaülésén, valamint a dolgozat publikálására az Irodalomtudományi Intézet egyik folyóiratában.

## Díjazottak
- 2016 
  - Aradi Csenge Eszter – A kognitív metafora diskurzusteremtő ereje a 17. századi janzenista ihletettségű francia irodalomban, kitekintéssel Mikes Törökországi leveleire[1]
  - Mészáros Gábor – Pálóczi Horváth Ádám Hol-mijának negyedik darabjáról[1]
- 2017 – Fekete Norbert – Orczy Lőrinc szerzői névhasználata és az irodalom státuszának problémája[1]
- 2018 – Muraközy Virág – „…elég hogy olly nagy ember, a’ kinél nagyobbat én a’ históriákban nem ismerek”. Kazinczy Napóleon-képe [1]
- 2019 – Béres Norbert – Kártigámnak emlékezetes történetei. Közelítések a 18. század végének népszerű prózairodalmához[1]
- 2021 – Fülöp Dorottya – Kedv, remények, Lillák. Egy mikrofilológiai azonosítás tétjei[1]
- 2022 – Antal Áron – A vihar mint morális kihívás. Viharjelenetek az érzékeny irodalomban[1]
- 2023 – Éliás János – „Hogy tudósitsam, mellyik órán mit, és miképpen tanitok”. A debreceni Methodus (1770, 1791) hatása a karcagi iskola tananyagára[1]
- 2024 – Benedek Roland Áron – „Hogyha neked használhattam vele, váltig elég volt”. Közelítések Batsányi János életművéhez[1]